# Walter Freitag
Walter Freitag (24 de março de 1925) é um ex-ciclista austríaco. Competiu nos Jogos Olímpicos de Verão de 1948 em Londres e terminou em oitavo lugar na prova de 1 km contrarrelógio. Também competiu na perseguição por equipes de 4 km em pista.